# Dezsényi Miklós
Dezsényi Miklós (Budapest, 1903. március 26. – Budapest, 1971. május 26.) 1945-ig: Dezsény Miklós ezredes, hadtörténész, a magyar antifasiszta ellenállási mozgalom résztvevője.

## Élete
1945 február közepén került Debrecenbe mint folyamőr százados. Személyes okokból vett részt a Szent-Györgyi Albert-féle ellenállási mozgalomban, majd a letartóztatás elől szökve, átállt a szovjet csapatokhoz. Egyedüli tiszt volt ott a folyamerőktől, őt bízták meg az új egység megszervezésével, amelyhez egyetlen embere sem volt. Trainin szovjet ellentengernagy "ösztönzésére" azonban létrejött a Honvéd Hadihajós Osztály.
1945-ben őrnaggyá léptették elő. Még 1948-ban is a folyami aknamentesítést irányította.
A Farkasréti temetőben nyugszik.
1946-tól szerkesztette a Honvéd folyóiratot. 1968-ban elutasították a "felszabadulás előtti" párttagság elismerésére vonatkozó kérelmét.
Felesége Peterdi Mária, Várnai Zseni és Peterdi Andor lánya volt. Később Major Klára volt a felesége.

## Művei
- 1935 Vélemények dunai hajórajunkról. Magyar Katonai Szemle 5/2
- 1936 A német tengeri haderő fejlődése 1919—1936. Magyar Katonai Szemle 6/2
- 1938 Naszádos áttörés a pest-budai folyamzáron 1527-ben. Magyar Katonai Szemle 8/3
- 1942 Tengeri és folyami hajóhadaink kimagasló fegyvertényei 1052—1942. M. kir. Hadimúzeum kiadványai XIII. 2. kiadás. Budapest.
- 1944 (?) A Szt. Margitsziget története. In: Szent Margit és szigete.
- 1945 Újvidék... A magyar történelem legszégyenletesebb napjai. Képes Figyelő 1/8.
- 1946 A szovjetorosz dunai hajóraj harcai Magyarország felszabadításáért
- 1957 Hadiesemények a Dunán Buda 1686-os ostroma idején. Hadtörténelmi Közlemények
- 1957 Garibaldi és magyar harcostársai. Katonai Szemle 1957/4
- 1957 Az 1848-49-es szabadságharc folyami és tengeri hadihajói. Katonai Szemle 1957/8
- 1958 A dunai hajóraj a Tanácsköztársaság honvédő háborújában. Honvédségi Szemle 1958/7
- 1958 Flottafelkelés Bocche di Cattaroban (1918). Hadtörténelmi közlemények 5/1-2 (tsz. Hetés Tibor)
- 1958 Az 1848/49. évi magyar szabadságharc honvédségének fegyvernemei, tábori szolgálata és seregtest szervezete. Katonai Szemle 1958/6
- 1959 Kiss János altábornagy. Vasi Szemle 13 (In: 1968 Forradalmárok, katonák. Budapest)
- 1959 A magyar vörös dunai hajóraj az 1919. évi honvédő háborúban. Hadtörténelmi Közlemények 6/1
- 1960 Komárom és Esztergom szereplése a Magyar Tanácsköztársaság Honvédő Háborújában. In: A Tanácsköztársaság napjai Esztergomban
- 1961 Osztrák hadtörténelmi okmányok Budavár 1849. évi ostromáról. Hadtörténelmi Közlemények 1961/1, 145-174.
- 1964 Örvények a Dunán - Egy katona emlékei
- 1966 Az út kezdetén. Honvédségi Szemle 1966/12
- 1967 A magyar hajózás története. (tsz. Hernády Ferenc)
- 1967 A dolgozók háborúja. Honvédségi Szemle 1967/3
- 1967 Hősök a hullámsírban. Honvédségi Szemle 1967/6
- 1967 1919. június 24-én történt. Honvédségi Szemle 1967/8
- 1967 Adatok a 'Bácska' aknarakó hajó történetéhez. Hadtörténelmi Közlemények 14
- 1986 Hősök és árulók- a magyar összeomlás katonai története